# Nikon D800
Die Nikon D800 ist eine digitale Spiegelreflexkamera des japanischen Herstellers Nikon, die im März 2012 in den Markt eingeführt wurde. Der Hersteller richtete sie an Berufsfotografen.
Die Modellvariante D800E hat einen aufwändigeren, kamerainternen Filter vor dem Bildsensor, um schärfere Bilder zu ermöglichen. 

## Technische Merkmale
Die Kamera besitzt einen 36-Megapixel Vollformatsensor der Größe 36 Millimeter × 24 Millimetern und entspricht damit dem Kleinbildformat der Analogfotografie. Der Hersteller bezeichnet diese Sensorgröße als FX.
Speziell für das DX-Format konstruierte Objektive können an der D800(E) dennoch verwendet werden. Die Kamera erkennt diese Objektive und schaltet bei entsprechender Einstellung automatisch auf den DX-Modus um. Dann wird nur noch ein circa 24 Millimeter × 16 Millimeter großer Bereich des Sensors genutzt, was ca. 15,3 Megapixel entspricht. Zur Unterstützung des Fotografen bei der Bildkomposition wird im Sucher ein Rechteck angezeigt, das den im DX-Modus genutzten Bildbereich begrenzt. Die Kamera ist besonders gegen Staub und Spritzwasser geschützt. Das Gehäuse wiegt inklusive Akku und Speicherkarte rund 910 Gramm und besteht aus einer Magnesiumlegierung. Darin ist über dem Sucherprisma auch ein ausklappbares Blitzgerät eingebaut.
Die Kamera kennt die vordefinierten Bildstile Landschaft, Porträt, Brillant, Schwarzweiß, Neutral und Standard. Weitere benutzerdefinierte Bildstile können gespeichert werden. Es besteht die Möglichkeit der Videoaufzeichnung in maximal Full-HD-Auflösung mit 30 Bildern pro Sekunde. Die Kamera hat ein eingebautes Mono-Mikrofon. Ein externes Stereo-Mikrofon kann ebenfalls angeschlossen werden.
Die Bildaufzeichnung im Nikon-Rohdatenformat NEF kann wahlweise in 12 Bit oder 14 Bit pro Kanal erfolgen, wobei die Komprimierung in drei Abstufungen gewählt werden kann (keine Komprimierung, verlustfrei komprimieren, mit geringem Informationsverlust komprimieren). Außerdem können die Bilder im JPG (3 Qualitätsstufen, 8-Bit-Farbtiefe) oder TIFF Format (8-Bit-Farbtiefe) gespeichert werden. Die Speicherung kann sowohl auf SD- als auch auf CompactFlash-Karten erfolgen, oder auf beiden zugleich. Bei einer Aufnahmefrequenz von 4 Bildern pro Sekunde werden Datenmengen von bis zu 450 Megabyte pro Sekunde erzeugt, was entsprechende Anforderungen an die Geschwindigkeit der Speicherkarten stellt.

## Zubehör
An der Kamera können alle herstellereigenen Nikkor-Objektive ab dem Ai-Standard verwendet werden.
Die Kamera ist kompatibel zum Hochformatbatteriegriff MB-D12. Mit diesem kann wahlweise auch ein Akku vom Typ EN-EL18 eingesetzt werden. Das Blitzsystem der Kamera entspricht dem iTTL-Standard des Herstellers.
Über eine kombinierte Zubehörschnittstelle können Kabelauslöser angeschlossen werden, oder GPS-Empfänger wie das Nikon GP-1, um ein Geotagging der Aufnahmen zu ermöglichen. Die GPS-Schnittstelle verarbeitet neben den GPS-Daten auch Kompassinformationen (engl. Heading).

## ModellD800E
Das Modell D800E ist eine Variante des oben beschriebenen Modells D800. Es handelt sich um eine praktisch identische Kamera, allerdings mit invertiertem zweitem Tiefpassfilter (TPF), der die Wirkung des ersten Tiefpassfilters aufhebt. In der Kamera sind zwei TPF vor dem Sensor eingebaut. Im Modell D800 teilt der erste TPF das Licht in horizontaler Richtung, dann passiert der Lichtstrahl einen Infrarotfilter, um anschließend in vertikaler Richtung aufgeteilt zu werden. Dadurch wird ein „Gegenstandspunkt“ auf vier Punkte auf dem Sensor abgebildet. In der Variante D800E teilt der erste TPF jeden Lichtstrahl in vertikaler Richtung, anschließend passiert das Licht einen Infrarotfilter, und der zweite Tiefpassfilter vereinigt die zuvor aufgeteilten Anteile des Lichts wieder, sodass auf dem Sensor je „Gegenstandspunkt“ nur ein Bildpunkt abgebildet wird.
Der Unterschied ist für das menschliche Auge kaum wahrnehmbar. Ohne die Tiefpassfilterfunktion können allerdings Moiré-Effekte auftreten, die aber mittels der Bildverarbeitungssoftware Capture NX 2 bei Aufnahmen im NEF-Rohdatenformat verringert werden können. Capture NX 2 gehört in Deutschland zum Lieferumfang der D800E.
Das Modell D800E wurde gegenüber dem Modell D800 bei der Markteinführung mit einem Aufpreis von etwa 10 % belegt, die späteren Handelspreise unterschieden sich aber stärker.

## Trivia
Im Dezember 2014 wies der Hersteller auf Fälschungen hin, bei denen die Abdeckungen der Kameras ausgetauscht wurden, um das Modell D800 als teureres Modell D800E verkaufen zu können.

## Nachfolger
Die Modellreihe D800/D800E wurde im Juli 2014 vom Nachfolger Nikon D810 abgelöst.